# Beijing Ducks
O Beijing Ducks é um clube profissional de basquetebol chinês sediado em Pequim. O presidente do clube é Wang Jiesen.A equipe disputa a divisão sul da Chinese Basketball Association .

## História
Foi fundado em 1955.